# San Biagio (San Felice sul Panaro)
San Biagio, nota anche come San Biagio in Padule, è una frazione del comune di San Felice sul Panaro, in provincia di Modena. È situata a circa 3,5 km dal capoluogo comunale.

## Storia
Antica località chiamata Palus Major (rimasto nel toponimo San Biagio in Padule), intorno all'anno 1000 vi era una chiesa dedicata all'Ascensione pungo la strada di Villanova. Nell'XI secolo, a seguito dell'aumento della popolazione, la parrocchia di San Biagio si distaccò da quella di San Felice.
In un contratto del 1228, il vescovo Guglielmo di Modena concesse per nove anni ad Azzo del Frignano un terreno sito in fratta de Palude majore nel distretto di San Felice.
Il 6 novembre 1663 il fattore Giacomo Bergamini venne ucciso a bastonate durante una rapina in località Il Campazzo: vicino all'albero del luogo del delitto il figlio della vittima appese una stampa raffigurante la Madonna delle Grazie, sostituendola poi nel 1683 con una terracotta; divenuta oggetto di grande venerazione, la sacra immagine venne traslata nel 1699 nella chiesa parrocchiale.
Nel 1703, durante la guerra di successione spagnola, le truppe tedesche saccheggiarono il territorio di Rivara così duramente, che gli abitanti dovettero nascondere i viveri sulle cime degli alberi più frondosi o sotto terra. Nel 1704 gli abitanti di San Biagio e Camurana furono allontanati dal generale francese Clemvieder che aveva posto un blocco alla Mirandola; solamente il 10 aprile 1705 fu consentito ai residenti di rientrare nelle proprie case, con l'obbligo però di alloggiare i soldati francesi.
Durante la Repubblica Cispadana, la parrocchia di San Biagio venne accorpata a Mirandola. Dal 1803 al 1809, durante il Regno Italico, venne istituito il comune di San Biagio. Nel censimemto del 1881 vennero registrati 2 031 abitanti.
Alla fine degli anni 1990 la piccola comunità di San Biagio venne sconvolta dall'inchiesta sui presunti pedofili della Bassa modenese, che coinvolse il parroco don Giorgio Govoni, morto di crepacuore poco prima della sentenza.

## Monumenti e luoghi d'interesse

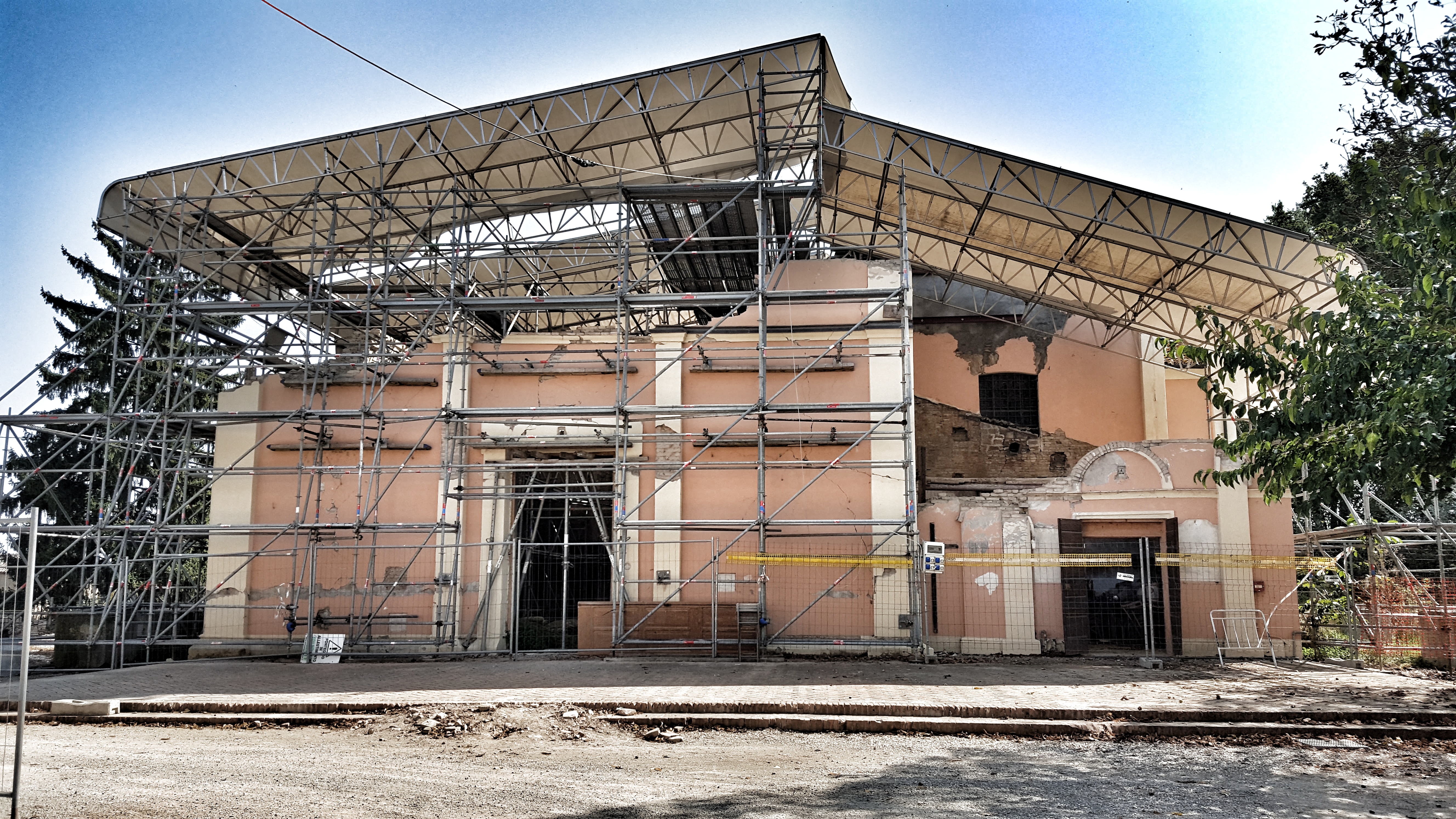
Resti della chiesa di San Biagio Vescovo Martire nel 2018, prima della demolizione

La chiesa di San Biagio Vescovo e Martire risale al 31 agosto 1326. Ricostruita nel 1700 ed ampliata nel 1743 con abside, coro e sagrestia, la chiesa custodisce un'immagine sacra della Vergine Maria, venerata già nel 1669. Irrimediabilmente danneggiata dal terremoto dell'Emilia del 2012, è stata rasa al suolo per motivi di sicurezza.
Il capitello detto La Croce presenta una bella immagine sacra della Vergine Maria.
La villa Testi risale ai primi anni del XIX secolo.